# Mġarr
Mġarr és un municipi de Malta. En el cens de 2005 tenia 3014 habitants i una superfície de 16,1 km².
Està situat a la zona nord-est de l'illa en una zona molt rural i la majoria dels seus habitants es dediquen al cultiu de la vinya i altres cultius de secà.

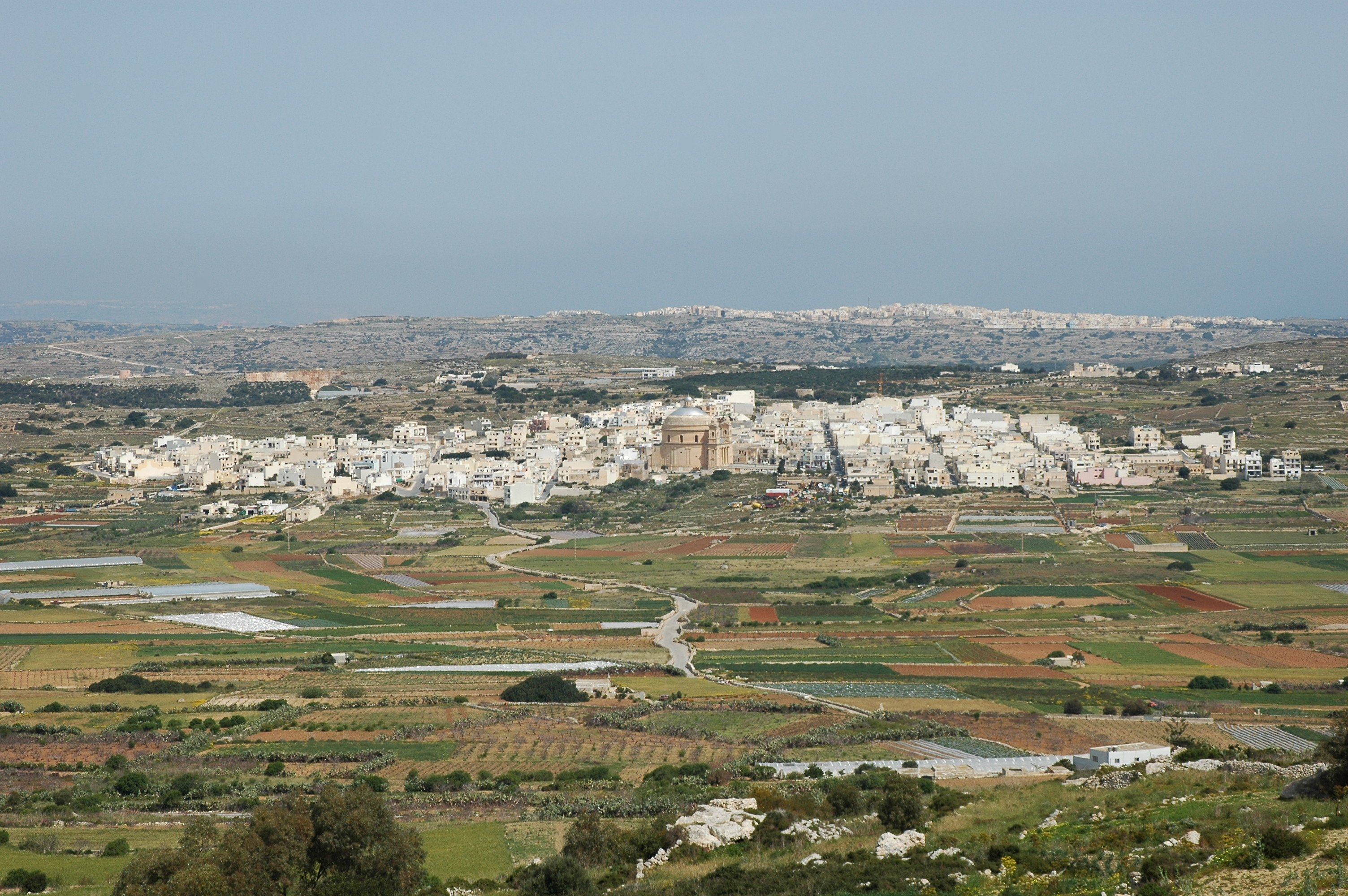
Vista general de Mgarr